# Chthonius knesemani
Espèce
Chthonius knesemani est une espèce de pseudoscorpions de la famille des Chthoniidae.

## Distribution
Cette espèce se rencontre en Ukraine et en Slovaquie.

## Publication originale
- Hadži, 1939 : Pseudoskorpione aus Karpathenrussland. Vestnik Ceskoslovenske Zoologicke Spolecnosti Praze, vol. 6/7, p. 183-208.